# 維里夫卡
51°16′34″N 33°8′14″E / 51.27611°N 33.13722°E

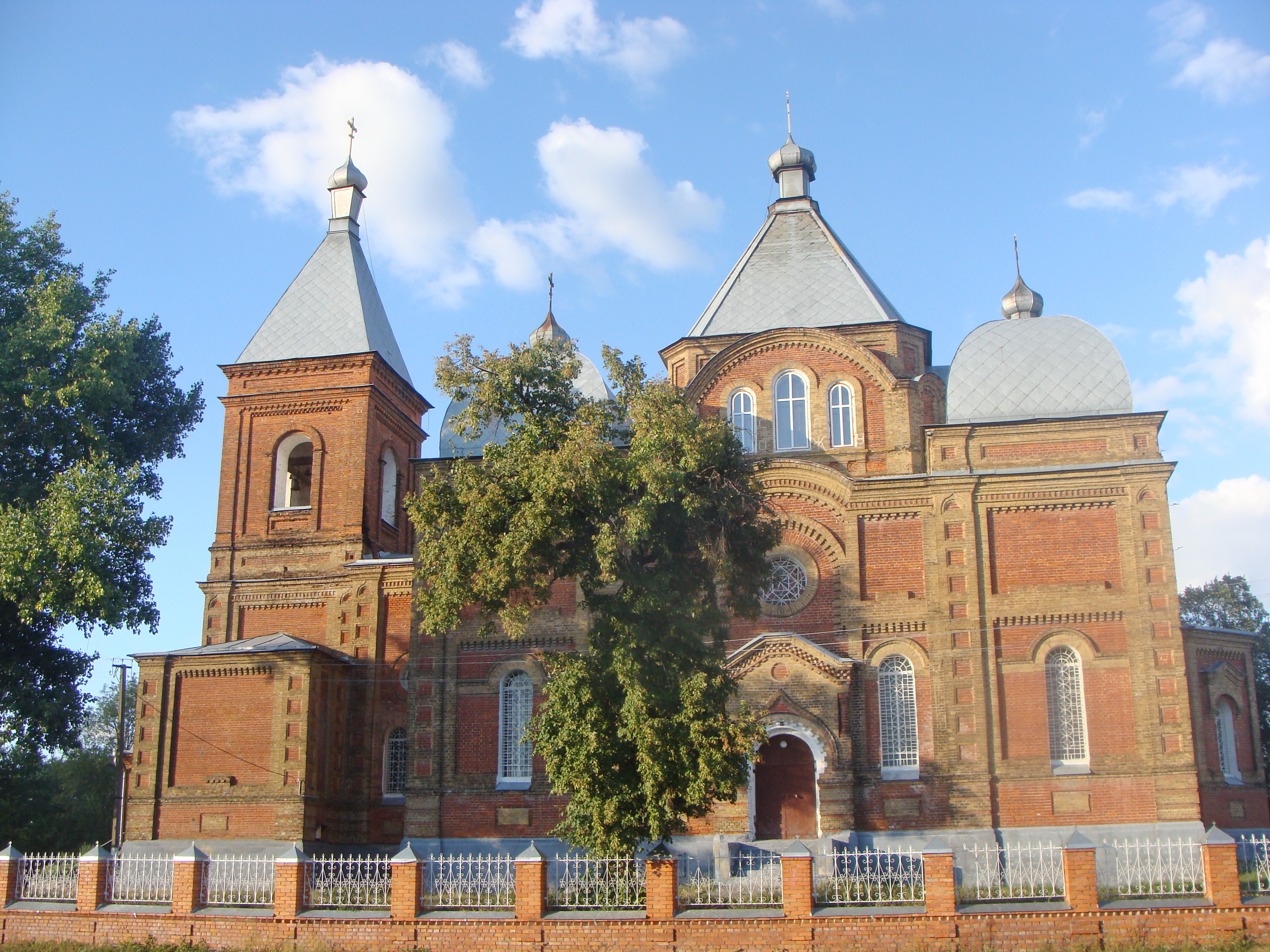

維里夫卡（烏克蘭語：Вирівка）是位於烏克蘭東北部的村莊，由蘇梅州科諾托普區的波皮夫卡市鎮負責管轄。該村處於庫基爾卡河畔，距離科諾托普4公里，始建於1636年，海拔高度133米，2001年人口1,302。